# Ashaiman
Ashaiman è una città del Ghana, situata nella Regione della Grande Accra.